# マンハッタン坂本
マンハッタン坂本（まんはったんさかもと、1955年（昭和30年） - ）は、福岡県を中心に活動する企画・映画コメンテーター。「手紙」で話題の樋口了一の姉とは幼なじみ。
熊本県熊本市出身。福岡県立戸畑高等学校卒業。電気通信大学放送研究会在籍。
シネマ・コメンテーターとしてのマンハッタン坂本の名前は、映画監督ウディ・アレンの代表作マンハッタンから。
映画イベント「シネマ・ワンダーランド」（1991年8月〜2000年11月）は、俳優や監督の作品の紹介や、公開前の新作のダイジェスト映像を上映した。マンハッタン坂本は3回目からパーソナリティとして登場し、最初の登場はデヴィッド・リンチ監督特集である。シネマ・ワンダーランドは入場無料で、番外編を含めると104回行われ、9年間で紹介された映画は2000本以上。また、ビデオによる上映会も30回程度行われた。
イベント以外では、彼の好きな映画しか紹介しない傾向があり、映画を批評することは、映画に関わった人たちに失礼だと考えている。
2024年10月12日、はじめての書籍「NAMIKO または、1990年のフール・オン・ザ・ヒル」を熊日出版より出版する。書籍の帯には、映画監督の有働佳史からの推薦文が寄せられた。
地域情報誌・映画情報誌への寄稿など執筆領域は多岐にわたる。

## シネマワンダーランド
- 第100回 - 五条霊戦記公開記念 浅野忠信特集

## 略歴
- 1991年 天神ベストホールにてシネマワンダーランドを開催
- 2000年 第100回 シネマワンダーランド

## 主な掲載紙
- 西日本新聞
- シティ情報フクオカ